# Gawaniden-Roman
Der Gawaniden-Roman stellt eine Untergattung des Artusromans dar. Die Erzählungen um einen Angehörigen der Sippe des Artusritters Gawan (Gawein) sind in der  französischen, deutschen und englischen Literatur des Mittelalters zu finden. Der Begriff ist dem Namen des Gawan-Enkels „Lifort Gawanides“ (= der starke Gawanide) entlehnt, dem Sohn des Roman-Helden Wigalois (Gui li Galois). Gemeinsam ist diesen Werken der jugendliche Held aus der Sippe Gawans, der sich im Verlauf des Erzählgeschehens als sein Neffe, Sohn oder Bruder erweist oder von anderen über seine wahre Herkunft (und Verwandtschaft mit Gawan) aufgeklärt wird.

## Inhalt
Ein unbekannter jugendlicher Held gelangt an den Artushof, wird in die Tafelrunde aufgenommen und darf einer jungfräulichen Botin helfen, die für ihre Herrin um Beistand bei König Artus bittet. Als unerfahrener Ritter besteht er eine Reihe von topischen Bewährungsabenteuern (Kampf an der Furt, Kampf um das schöne Hündlein, Herbergskampf) und darf sich dann der Befreiung der Dame von einem ungeliebten Freier oder Zauberer widmen.

## Europäische Gawaniden-Romane
- um 1200 Renaut de Bâgé (Beaujeu): „Le Bel Inconnu“, frz.
- um 1210 Wirnt von Grafenberg: „Wigalois“, dt.
- um 1260 Albrecht von Scharfenberg: „Seifrid de Ardemont“, dt.
- 1325–50 Lybeaus Desconus, engl.
- 1470 Thomas Malory: „Sir Gareth“ („Le Morte Darthur“, book 7)
- 1478–81 Ulrich Füetrer: „Wigoleis“, dt.
- 1478–81 Ulrich Füetrer: „Seyfrid“, dt.
- 1483 „Wigoleis vom Rade“, dt. Prosaroman, gedruckt 1493
- um 1455 Dietrich von Hopfgarten: „Wigelis“, strophische Bearbeitung
- 15. Jh. „Ritter Widuwilt“, westjiddisch
- 1530 Claude Platin: „L'hystoire de Giglan“, frz.